# Телеєшть
Телеєшть (рум. Tălăiești) — село у Гинчештському районі Молдови. Входить до складу комуни, адміністративним центром якої є село Красноармєйскоє.

## Населення
За даними перепису населення 2004 року у селі проживали 2166 осіб.
Національний склад населення села:
| Національність       | Кількість осіб | Відсоток   |
| -------------------- | -------------- | ---------- |
| молдавани румуни     | 1126 2         | 52,0% 0,1% |
| українці             | 996            | 46,0%      |
| росіяни              | 31             | 1,4%       |
| болгари              | 4              | 0,2%       |
| гагаузи              | 3              | 0,1%       |
| поляки               | 3              | 0,1%       |
| інша / без відповіді | 1              | < 0,1%     |
| Всього               | 2166           | 100%       |